# Polanka Wielka (gemeente)
De gemeente Polanka Wielka is een landgemeente in het Poolse woiwodschap Klein-Polen, in powiat Oświęcimski.
De zetel van de gemeente is in Polanka Wielka.
Op 30 juni 2004 telde de gemeente 4117 inwoners.

## Oppervlakte gegevens
In 2002 bedroeg de totale oppervlakte van gemeente Polanka Wielka 24,08 km², waarvan:
- agrarisch gebied: 80%
- bossen: 10%

De gemeente beslaat 5,93% van de totale oppervlakte van de powiat.

## Demografie
Stand op 30 juni 2004:
| Omschrijving                   | Totaal | Totaal | Vrouwen | Vrouwen | Mannen | Mannen |
| ------------------------------ | ------ | ------ | ------- | ------- | ------ | ------ |
| eenheid                        | aantal | %      | aantal  | %       | aantal | %      |
| inwoners                       | 4117   | 100    | 2071    | 50,3    | 2046   | 49,7   |
| bevolkingsdichtheid (inw./km²) | 171    | 171    | 86      | 86      | 85     | 85     |

In 2002 bedroeg het gemiddelde inkomen per inwoner 1296,68 zł.

## Aangrenzende gemeenten
Osiek, Oświęcim, Przeciszów, Wieprz